# Copa de España de Rallycross
La Copa de España de rallycross (CERX) es una competición de rallycross que se celebra anualmente en España desde 2022 y organizada por la Real Federación Española de Automovilismo.

## Historia

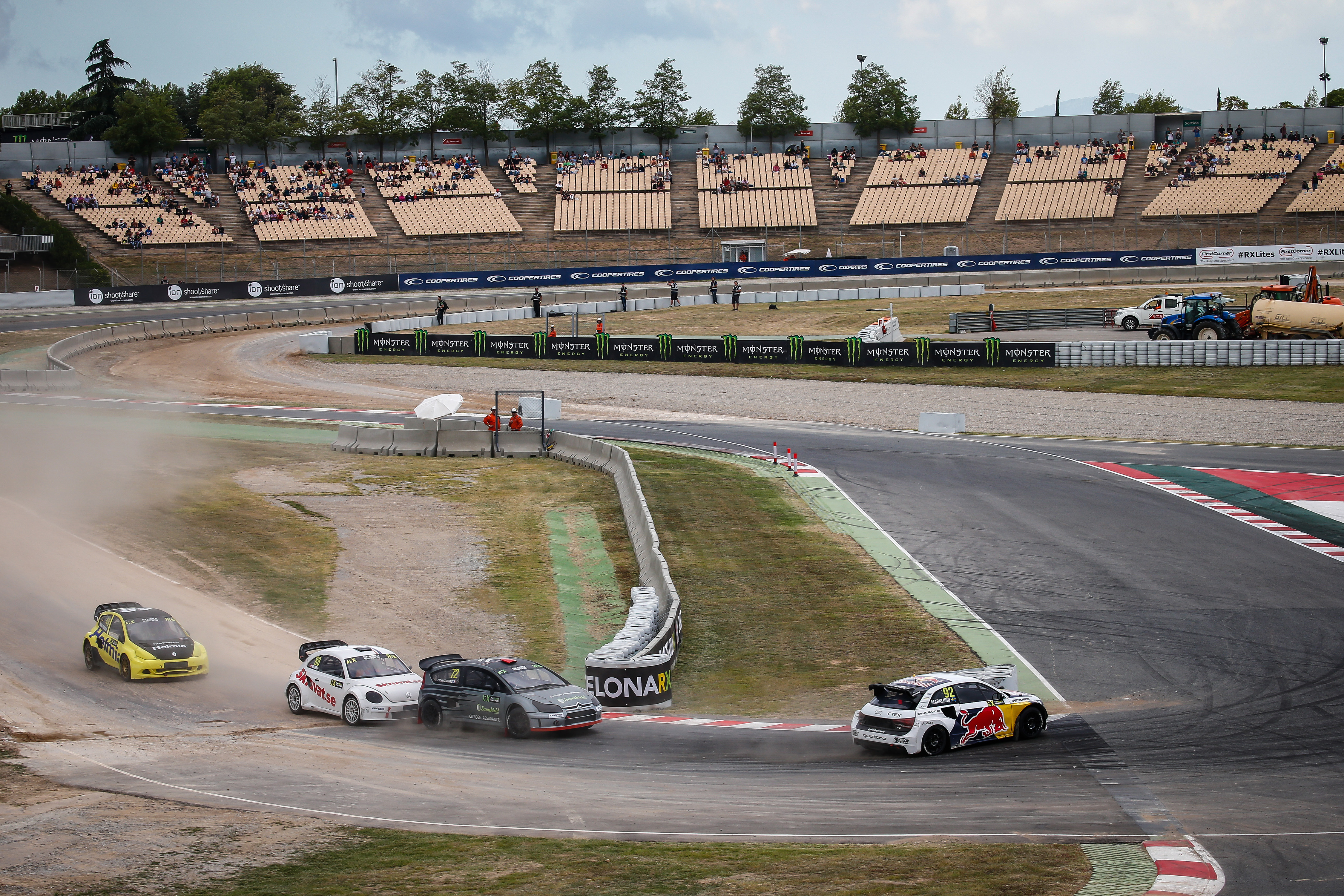
Antes de la creación de la Copa de España, el circuito de Barcelona fue el primero en España en albergar una cita del Campeonato del Mundo de Rallycross.

El rallycross es una disciplina automovilística que cuenta con mucha historia y seguimiento en el norte de Europa. En España por contra no tiene apenas fama sin embargo, sí el autocross, aunque se disputa únicamente sobre tierra. Inicialmente conocido como "Pop Cross" donde más éxito consigue es en el norte: Galicia, Aragón o Cataluña. El campeonato nacional de esta modalidad se disputa desde el año 1978. Aunque hubo varios intentos el rallycross no nunca despegó del todo en España. Los primeros se produjeron en Málaga entre 1974 y 1975 de la mano del empresario sueco Hans Göran Sundberg que construyó un circuito mixto que llamó Circuito automovilístico Costa del Sol. Posteriormente en 1987 el director de la Escudería Girona, Paco Gutiérrez, logró traer al Circuito de Sils competiciones de rallycross sobre un circuito que inicialmente solo contaba con tierra por lo que solo servía para autcross.
En 1987 el circuito albergó la primera prueba internacional de rallycross en España, siendo puntuable para el Campeonato de Europa de Rallycross. Se repitió edición en 1988 y 1989 sin embargo la RFEDA reclamó una deuda a la Escudería Girona se negaba a pagar. La federación catalana intervinó y saldó el pago pero estos enfrentamientos se vieron con malos ojos por parte de la FISA que trasladó la prueba al circuito portugués de Lousada, por lo que el circuito quedó en desuso.
Tuvieron que pasar más de veinte años para que España volviese a ver una prueba internacional de esta especialidad. Primeramente los X Games aterrizaron en Barcelona en 2013 concretamente en el Estadio Olímpico Lluís Companys donde se diseño un trazado mixto que por desgracia no llegó disputarse oficialmente ya que las lluvias hicieron impracticable la pista y se suspendió tras los primeros entrenamientos.
Dos años después el Circuito de Barcelona-Cataluña albergó la primera prueba puntuable para el Campeonato del Mundo de Rallycross que recibió el nombre de World RX of Catalunya. El éxito de este evento animó a la Federación Española a crear finalmente una copa en España.

## Reglamentación
Desde la primera edición se celebran cuatro copas y un trofeo. Los dos primeros para turismos de serie modificados incluidos en las categorías N5, R2, Rally4 y Rally5. Las tres siguientes únicamente para vehículos Car cross donde disputa una copa para pilotos, para marcas y para pilotos júnior. Este último destinado a pilotos de entre 14 y 17 años de edad.

### Categorías
- CERX1: Vehículos de tracción integral (N5 RMC).
- CERX2: Vehículos de dos ruedas motrices (R2, Rally4 y Rally5).
- CERXC: Vehículos Cross Car.
- CERXC Júnior.

### Sistema de puntuación
Se otorgan puntos a los doce primeros en las rondas finales, así como a los siguientes clasificados de las semifinales respectando el orden de dichas rondas. Para entrar en la clasificación final de las copas y trofeos se requiere la participación en un mínimo de dos rondas.
| Posición | 1  | 2  | 3  | 4  | 5 | 6 | 7 | 8 | 9 | 10 | 11 | 12 |
| -------- | -- | -- | -- | -- | - | - | - | - | - | -- | -- | -- |
| Puntos   | 20 | 16 | 13 | 10 | 8 | 7 | 6 | 5 | 4 | 3  | 2  | 1  |

## Pruebas
- CERX Rallycros de Calafat (2022-2023)
- CERX Rallycros de Miranda de Ebro (2022-2023)
- CERX Rallycross Escudería Castelo Branco (2023)
- CERX Rallycros de Carballo  (2023)

## Palmarés
| Año  | Piloto             | Vehículo        | Piloto           | Vehículo         | Piloto           | Piloto           |
| Año  | CERX1              | CERX1           | CERX2            | CERX2            | CERXC            | Júnior           |
| ---- | ------------------ | --------------- | ---------------- | ---------------- | ---------------- | ---------------- |
| 2022 | Iñaki Barredo      | Nissan Micra N5 | Sergi Pérez      | Peugeot 208 R2   | Sin clasificados | Sin clasificados |
| 2023 | Celestino Iglesias | Ford Fiesta N5  | Sin clasificados | Sin clasificados | Josep Arqué      | Iago Rodríguez   |
| 2024 |                    |                 |                  |                  |                  |                  |